# Lauteraarhorn
El Lauteraarhorn es una montaña en el macizo de los Alpes berneses en Suiza, tiene una altura de más de 4.000 m s. n. m. El punto de partida para el ascenso es normalmente el Aarbiwak (2780 m), aunque también es posible alcanzar la cima desde el Grimselhospiz (1980 m).

## Primera ascensión
El primer ascenso fue emprendido el 8 de agosto de 1842 por Pierre Jean Édouard Desor, Ch. Girard, Arnold Escher von der Linth y Melchior Bannholzer

## Clasificación SOIUSA
Según la clasificación SOIUSA, la Aiguille de Bionnassay  pertenece:
- Gran parte: Alpes occidentales
- Gran sector: Alpes del noroeste
- Sección: Alpes berneses
- Subsección: Alpes berneses iss
- Supergrupo: Cadena Schreckhorn-Wetterhorn

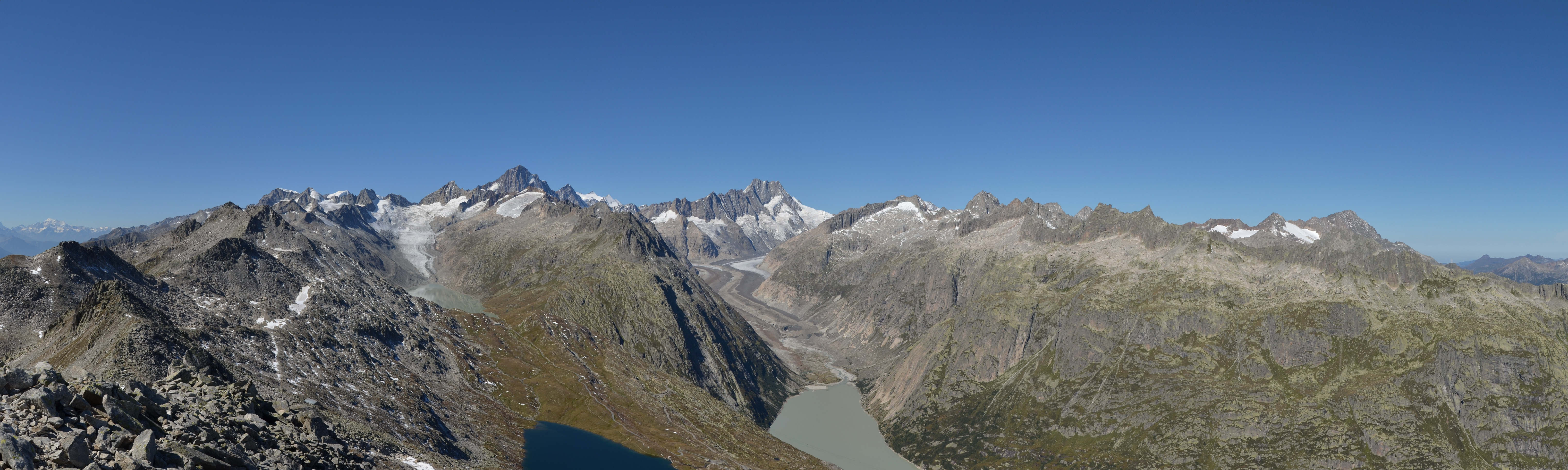
Lauteraarhorn con glaciar Lauteraar viste desde el Sidelhorn.

- Grupo: Grupo del Schreckhorn
- Código: I/B-12.II-C.6Lauteraarhorn con glaciar Lauteraar viste desde el Sidelhorn.

- Datos: Q30499
- Multimedia: Lauteraarhorn / Q30499